# 조성욱 (1941년)
조성욱(趙成郁, 1941년 ~ )은 대한민국의 제32대 법무부 차관을 역임한 법조인이다.  

## 생애
본관은 한양이며, 1941년 전라남도 함평군 엄다면에서 태어났다. 학교고등학교를 졸업하고  성균관대학교 법정대학 4학년에 재학하던 1961년 제13회 고등고시 사법과에 최연소로 합격하여 1966년 전주지방검찰청 검사에 임용되었다. 검사로 재직하면서 학연 등에 의한 불리한 점을 누구에게나 자상하고 친절하게 대해주는 따뜻한 성격으로 극복하여 상사에게 인정을 받은 노력형 검사라는 평가가 있다. 부인 김명순과 사이에 1남 2녀의 자녀가 있다.
노태우 정부에서 법무부 차관으로 재직하던 1991년 5월 7일에 일선 공안검사들이 국가보안법 개정안에 대해 집단적으로 반발하는 것과 관련하여 기자들과 만나 "북한에는 남한보다 더 엄하고 혹독한 형법이 존재하고 있고 북한이 적화통일의 목표를 수정하지 않고 있는 현실을 무시하고 정치적 흥정의 대상으로 국가보안법을 전락시키고 있는 것이 안타깝다"고 말했다.
김대중 정부에서 최경원 법무부 장관 후임으로 거론되기도 했던 조성욱은 2008년 1월 8일에 성균관대학교 총동창회(회장 류덕희)로부터‘자랑스러운 성균인상’ 수상자로 선정되었다.

## 경력
- 1961년 제13회 고등고시 사법과 합격
- 1962년 육군법무관
- 1966년 전주지방검찰청 검사
- 1968년 광주지방검찰청 검사
- 1969년 청주지방검찰청 검사
- 1971년 춘천지방검찰청 원주지청 검사
- 1973년 부산지방검찰청 검사
- 1975년 대검찰청 검찰연구관 겸 서울지방검찰청 검사
- 1977년 서울지방검찰청 검사
- 1979년 제주지방검찰청 차장검사
- 1980년 대검찰청 검찰연구관 겸 서울고등검찰청 검사
- 1980년 대구지방검찰청 부장검사
- 1981년 전주지방검찰청 차장검사
- 1982년 광주고등검찰청 차장검사
- 1983년 8월 1일 ~ 1985년 3월 4일 제30대 제주지방검찰청 검사장
- 1985년 3월 5일 ~ 1985년 10월 20일 제31대 청주지방검찰청 검사장
- 1985년 10월 22일 ~ 1987년 6월 7일 제29대 광주지방검찰청 검사장
- 1987년 6월 6일 ~ 1989년 3월 28일 제9대 수원지방검찰청 검사장
- 1989년 3월 29일 ~ 1991년 4월 17일 제19대 광주고등검찰청 검사장
- 1991년 4월 18일 ~ 1993년 3월 3일 제32대 법무부 차관
- 1993년 변호사 개업(서울)
- 1994년 일신 법무법인 대표변호사(서울)
- 법무법인 유한정률 고문변호사